# Aleuroclava thysanospermi
Aleuroclava thysanospermi là một loài côn trùng cánh nửa trong họ Aleyrodidae, phân họ Aleyrodinae.
Aleuroclava thysanospermi được Takahashi miêu tả khoa học đầu tiên năm 1934.